# Bertram Batlogg
Bertram Josef Richard Batlogg (Bludenz, 1950) es un físico austriaco conocido por sus investigaciones sobre la superconductividad de alta temperatura.

## Biografía

### Primeros años
Nació en la ciudad de Bludenz, Austria. Es bisnieto del luchador por la libertad, Johann Josef Batlogg. Se educó en la Escuela Politécnica Federal de Zúrich, donde obtuvo su diploma en física en 1974 y su doctorado en 1979 trabajando con compuestos de tierras raras de valencia mixta. Luego se unió a los Laboratorios Bell, primero como investigador postdoctoral, y llegó a ser jefe de la División de Investigación de Materiales y Física del Estado Sólido en 1986. Después del descubrimiento de los superconductores de alta temperatura en 1987, estudió varios compuestos de cuprato y, junto con Robert Cava, descubrió varios superconductores de óxidos de metales de transición con altas temperaturas de transición.

### Carrera
A partir de 1998, trabajó con Christian Kloc y Jan Hendrik Schön para estudiar las propiedades electrónicas de los cristales orgánicos. Durante los dos años siguientes, la colaboración produjo una serie de artículos innovadores sobre las propiedades de estos materiales. Sin embargo, más tarde se demostró que los datos experimentales proporcionados por Schön eran fraudulentos y los autores se retractaron de varios de los artículos más importantes. El incidente llegó a conocerse como el escándalo de Schön. Batlogg, Kloc y los demás colaboradores de Schön fueron absueltos en septiembre de 2002 de toda mala conducta científica por un comité externo designado por Bell Labs. Sin embargo, el comité cuestionó si Batlogg cumplía con su responsabilidad profesional de adoptar "una postura suficientemente crítica con respecto a la investigación en cuestión". Esta pregunta quedó sin respuesta por parte del comité. En octubre de 2002 y después, Science, Physical Review y Applied Physics Letters retiraron más de una docena de sus artículos.
Se unió a la Escuela Politécnica Federal de Zúrich como profesor en 2000, donde permaneció hasta su jubilación en 2016. Los principales temas de investigación en ETH incluyeron la superconductividad, la física de electrones fuertemente correlacionados y el transporte y captura de carga en semiconductores orgánicos moleculares. En la lista de físicos más citados publicada por el Instituto de Información Científica (ISI), que abarca desde 1981 hasta junio de 1997, ocupa el cuarto lugar con unas 14.000 citas. A partir de 2020, Web of Science enumera alrededor de 34000 citas y un índice h de 90+.